# Speocera vilhenai
Speocera vilhenai är en spindelart som beskrevs av Machado 1951. Speocera vilhenai ingår i släktet Speocera och familjen Ochyroceratidae.
Artens utbredningsområde är Angola. Inga underarter finns listade i Catalogue of Life.